# Байдюк Лариса Макарівна
Лари́са Мака́рівна Байдю́к (нар. 26 лютого 1951, Рівне) — українська проросійська політична діячка, член Комуністичної партії України з 1979 року; член фракції КПУ 7-го скликання у Верховній Раді України — з грудня 2012 року; член Комітету з питань бюджету Верховної Ради України 7-го скликання з грудня 2012 року; перший секретар Ленінського районного комітету КПУ міста Севастополя; голова ради громадської організації «Жінки Севастополя за мир і соціальну справедливість».

## Освіта
Хмельницький технологічний інститут побутового обслуговування, технологічний факультет (1968–1973), інженер-економіст, «Економіка та організація побутового обслуговування».

## Кар'єра
- 08.1973-06.1978 — старший економіст планово-економічного відділу Севастопольського комбінату побутового обслуговування «Побутекспрес».
- 06.1978-10.1980 — старший економіст з цін планового відділу Севастопольського управління побутового обслуговування.
- 10.1980-10.1986 — директор Севастопольської фабрики індпошиву та ремонту трикотажних виробів «Індтрикотаж».
- 10.1986-12.1988 — заступник голови виконкому Балаклавської районної ради народних депутатів міста Севастополя.
- 12.1988-12.1991 — директор Севастопольської фабрики індпошиву та ремонту трикотажних виробів «Індтрикотаж».
- 12.1991-05.1995 — директор орендного підприємства «Трикотаж», місто Севастополь.
- 05.1995-04.1998 — голова правління ЗАТ «Трикотаж», місто Севастополь.
- 04.1998-04.2002 — голова Ленінської райради міста Севастополя[2].
- 12.2012-07.2014 — депутат Верховної Ради України VII скликання.
- 02.2015-12.2017 — керівник товариства власників нерухомості «САДОВОДЧЕСКОЕ НЕКОММЕРЧЕСКОЕ ТОВАРИСТВО „ГІДРОГРАФ“»[3].
- 09.2016 — балатувалась у депутати Ради Ленінського муніципального округу другого скликання міста Севастополь[4].

## Парламентська діяльність
Народний депутат України 7-го скликання з 12 грудня 2012 року від Комуністичної партії України, № 24 у списку. На час виборів: помічник-консультант народного депутата України, член КПУ.
Одна зі 148 депутатів Верховної Ради України, які підписали звернення до Сейму Республіки Польща з проханням визнати геноцидом поляків події на Волині 1942—1944 років.
Голосувала за Закони 16 січня.

### Скандали
Одна із 148 депутатів Верховної Ради України, які підписали звернення до Сейму Республіки Польща з проханням визнати геноцидом поляків події на Волині 1942—1944 років.
Після анексії Криму Росією прийняла російське громадянство і вступила в КПРФ. Посада — перший секретар Комітету Ленінського місцевого відділення КПРФ Севастополя. Також стала керівником товариства власників нерухомості «САДОВОДЧЕСКОЕ НЕКОММЕРЧЕСКОЕ ТОВАРИСТВО „ГІДРОГРАФ“».